# Бутырино (Курганская область)
Бутырино — село в Частоозерском районе Курганской области. Административный центр Бутыринского сельсовета.

## История
До 1917 года центр Бутыринской волости Ишимского уезда Тобольской губернии. По данным на 1926 год состояло из 418 хозяйств. В административном отношении являлась центром Бутыринского сельсовета Частоозерского района Ишимского округа Уральской области.

## Население
| 1989 | 2002 | 2010 |
| ---- | ---- | ---- |
| 464  | ↘395 | ↘273 |

По данным переписи 1926 года в селе проживало 2029 человек (916 мужчин и 1068 женщин), в том числе: русские составляли 99 % населения.